# Detente
Un detente (voz proveniente del imperativo del verbo "detenerse") es un escapulario, chapa o trozo de tela con la leyenda "Detente, bala" o "Tente, bala" que llevaban junto al corazón algunos soldados carlistas de las distintas guerras civiles españolas de los siglos XIX y XX. Dicha leyenda solía estar acompañada por una representación del Sagrado Corazón de Jesús.